# Wereldkampioenschappen roeien 1966
De 2e editie van de wereldkampioenschappen roeien werd in 1966 gehouden in Bled in het toenmalige Joegoslavië. Het toernooi stond onder auspiciën van de wereld roeifederatie FISA.
Aan het toernooi deden alleen mannen mee.

## Medaillewinnaars

### Mannen
| Bootklasse      | Goud | Goud    | Zilver | Zilver  | Brons | Brons   |
| Skiff M1x       | Don Spero | 7.05,92 | Jan Wienese | 7.08,53 | Jochen Meißner | 7.09,63 |
| Dubbel twee M2x | Zwitserland Melchior Bürgin Martin Studach                                                                                               | 6.34,89 | Verenigde Staten Seymour Cromwell James Storm | 6.36,23 | Duitse Democratische Republiek Manfred Haake Jochen Brückhändler | 6.38,92 |
| Twee zonder M2- | Duitse Democratische Republiek Peter Kremtz Roland Göhler                                                                                | 6.53,96 | Oostenrijk Dietrich Losert Dietrich Ebner | 6.55,35 | Sovjet-Unie Wiktor Suslin Boris Fjedorow | 6.57,35 |
| Twee met M2+    | Nederland Hadriaan van Nes Jan van de Graaff Poul de Haan                                                                                | 7.12,23 | Frankrijk Jacques Morel Georges Morel Gilles Florent | 7.16,97 | Italië Primo Baran Renzo Sambo Enrico Pietropolli | 7.17,04 |
| Vier zonder M4- | Duitse Democratische Republiek Frank Forberger Frank Rühle Dieter Grahn Dieter Schubert                                                  | 6.18,41 | Sovjet-Unie Zigmas Jukna Antanas Bagdonavičius Volodymyr Sterlik Juozas Jagelavičius                                                                        | 6.19,66 | Nederland Maarten Kloosterman Roel Luijnenburg Eric Niehe Ruud Stokvis                                                                                                | 6.20,33 |
| Vier met M4+    | Duitse Democratische Republiek Hanno Melzer Horst Bagdonat Helmut Hänsel Karl-Heinz Grzeschuchna Klaus-Dieter Ludwig                     | 6.29,54 | Sovjet-Unie Anatoly Tkachuk Vitaly Kurdchenko Boris Kuzmin Vladimir Yevseyev Anatoly Luzgin                                                                 | 6.31,38 | Joegoslavië Boris Ercegović Predrag Savić Ivo Juginović Frane Kazija Ljubomir Čurović                                                                                 | 6.31,74 |
| Acht M8+        | West-Duitsland Horst Meyer Dirk Schreyer Michael Schwan Ulrich Luhn Peter Hertel Rüdiger Henning Lutz Ulbricht Peter Kuhn Peter Niehusen | 5.56,28 | Sovjet-Unie Yuri Chodorov Andris Prieditis Aleksandr Martyshkin Arkady Kudinov Elmārs Rubīns Vladimir Rikkanen Viktor Suslin Pavel Ilyinsky Viktor Mikheyev | 5.58,68 | Duitse Democratische Republiek Joachim Böhmer Peter Schulz Jörg Lucke Kurt Wunderlich Erich Wunderlich Klaus-Dieter Bähr Peter Hein Heinz-Jürgen Bothe Hartmut Wenzel | 5.59,43 |

## Medaillespiegel
| Plaats | Land                           | Goud | Zilver | Brons | Totaal |
| 1      | Duitse Democratische Republiek | 3    | 0      | 2     | 5      |
| 2      | Nederland                      | 1    | 1      | 1     | 3      |
| 3      | Verenigde Staten               | 1    | 1      | 0     | 2      |
| 4      | West-Duitsland                 | 1    | 0      | 1     | 2      |
| 5      | Zwitserland                    | 1    | 0      | 0     | 1      |
| 6      | Sovjet-Unie                    | 0    | 3      | 1     | 4      |
| 7      | Frankrijk                      | 0    | 1      | 0     | 1      |
| 7      | Oostenrijk                     | 0    | 1      | 0     | 1      |
| 9      | Italië                         | 0    | 0      | 1     | 1      |
| 9      | Joegoslavië                    | 0    | 0      | 1     | 1      |
| Totaal | Totaal                         | 7    | 7      | 7     | 21     |

Edities

1962 Luzern · 
1966 Bled · 
1970 St. Catharines · 
1974 Luzern · 
1975 Nottingham · 
1976 Villach · 
1977 Amsterdam · 
1978 Hamilton (alleen zwaar) · 
1978 Kopenhagen (alleen licht) · 
1979 Bled · 
1980 Hazewinkel · 
1981 München · 
1982 Luzern · 
1983 Duisburg · 
1984 Montréal · 
1985 Hazewinkel · 
1986 Nottingham · 
1987 Kopenhagen · 
1988 Milaan · 
1989 Bled · 
1990 Lake Barrington · 
1991 Wenen · 
1992 Montréal · 
1993 Račice · 
1994 Indianapolis · 
1995 Tampere · 
1996 Motherwell · 
1997 Aiguebelette · 
1998 Keulen · 
1999 St. Catharines · 
2000 Zagreb · 
2001 Luzern · 
2002 Sevilla · 
2003 Milaan · 
2004 Banyoles · 
2005 Gifu · 
2006 Eton · 
2007 München · 
2008 Ottensheim · 
2009 Poznań · 
2010 Hamilton · 
2011 Bled · 
2012 Plovdiv · 
2013 Chungju · 
2014 Amsterdam ·
2015 Aiguebelette ·
2016 Rotterdam ·
2017 Sarasota ·
2018 Plovdiv ·
2019 Ottensheim ·
2020 Bled ·
2021 Shanghai ·
2022 Račice ·
2023 Belgrado ·
2024 St. Catharines ·
2025 Shanghai · 
2026 Amsterdam

Onderdelen

Skiff · 
Lichte skiff · 
Dubbel twee · 
Lichte dubbel twee · 
Twee zonder · 
Lichte twee zonder · 
Twee met

Dubbel vier · 
Dubbel vier met · 
Lichte dubbel vier · 
Vier zonder · 
Lichte vier zonder · 
Vier met · 
Acht · 
Lichte acht